# Pseudostenopsyche gracilis
Pseudostenopsyche gracilis is een schietmot uit de
familie Stenopsychidae. De soort komt voor in het Neotropisch gebied.